# Hénin (Adelsgeschlecht)

Franziska von Boussu d'alcase

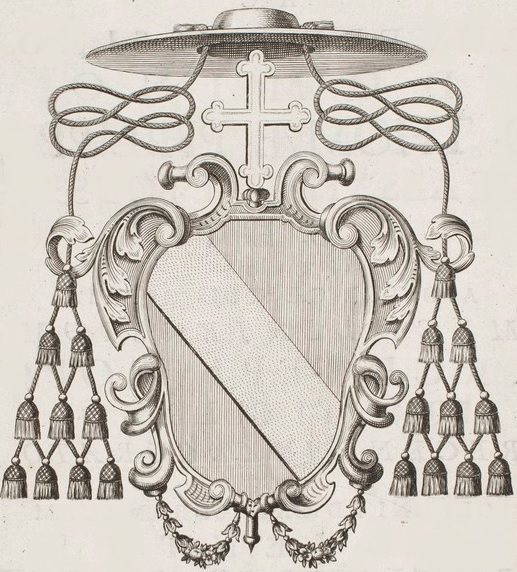
Kardinal d'Alsace

Das Haus Hénin war eine Familie des belgischen, französischen und niederländischen Adels, die erstmals 1187 bezeugt ist. Der Familienname bezieht sich auf das Lehen Hénin im heutigen Département Pas-de-Calais, obwohl es ererbt wurde und sich nur 15 Jahre (1229–1244) im Besitz der Familie befand.
Die Hénin teilten sich ab dem 13. Jahrhundert in mehrere Linien auf:
1. Die Linie Fontaine-l’Évêque (Hennegau), die 1535 ausstarb, ohne über ihren ursprünglichen Status hinaus gekommen zu sein
2. Die Linie Cuvilliers-Fosseux (Pas de Calais), die im 17. Jahrhundert den Namen „Hénin-Liétard d’Alsace“ annahm, später den Titel eines Comte bzw. Marquis d’Alsace trug und 1960 ausstarb.
3. Die Linie Boussu (bei Mons), die 1555 in den niederländischen Grafenstand (Comte de Boussu) erhoben wurde und wenige Jahre darauf den Titel eines Markgrafen von Veere und Vlissingen (Zeeland) erbte; 1686 erbte Graf Philippe Louis zudem das Fürstentum Chimay, der 1735 zum Reichsfürstenstand führte. Diese Linie starb 1736 aus.

## Stammliste (Auszug)

### Die Herren von Fontaine-l’Évêque
1. Baudouin I. de Cuincy (1187 bezeugt)
  1. Baudouin II. de Cuincy († 1229/38); ⚭ Marie de Hénin, Schwester von Jean
    1. Baudouin I. († vor 1265), 1229 Seigneur de Hénin, das er 1244 an den Grafen von Artois verkauft, 1230 Seigneur de Cuincy; ⚭ Mahaut de Fontaines, Dame de Fontaine-l'Évêque, Tochter von Wauthier, Schwester von Nicolas de Fontaines, Sire de Boussu, Bischof von Cambrai
      1. Baudouin II. de Hénin († vor 1274), Sire de Fontaine-l’Évêque, de Cuincy, 1266 Sire de Sebourg; ⚭ Isabella von Flandern, genannt von Hennegau, Dame de Sebourg, Tochter von Philipp (Haus Flandern)
        1. Baudouin III. (1285/95 bezeugt), Sire de Fontaine-l’Évêque er de Sebourg, Seigneur de La Marche; ⚭ Mathilde von Luxemburg, Dame de Melin (Mellet), Tochter von Gerhard III. in Durbuy, (Haus Limburg-Arlon)
          1. Baudouin IV. (1312 bezeugt), Sire de Fontaine-l’Évêque; ⚭ Aliénor d’Aspremont
            1. Isabeau († 1349), Dame de Fontaine-l’Évêque; ⚭ Robert de Condé, Sire de Morialmé († 1359)

          2. Gérard genannt "de Fontaines" (1346 bezeugt), Sire de Sebourg, Seigneur de La Marche, de Melin etc.; ⚭ Isabeau d’Aspremont
            1. Baudouin V. de Hénin genannt "de Fontaines" (1391/1418 bezeugt), Sire de Sebourg, Seigneur de Melin et de La Marche, 1398 Sire de Fontaine-l’Évêque
              1. Baudouin VI. († 1420), Sire de Fontaine-l’Évêque, Seigneur de Melin et de La Marche
              2. Jean I. de Hénin genannt "de Fontaines" (X 1415 in der Schlacht von Azincourt)
                1. Baudouin VII., Sire de Fontaine-l’Évêque et de Sebourg, Seigneur de Melin etc.; ⚭ I Marie de Berlaymont; ⚭ II Isabelle de Glymes († nach 1434), Tochter von Jean de Glymes, (Haus Glymes)
                  1. (I) Baudouin VIII. († nach 1458), Sire de Fontaine-l’Évêque et de Sebourg; ⚭ Anne d’Ailly, Tochter von Raoul, Sire de Picquigny, Vidame d’Amiens, (Haus Ailly)
                    1. Jean II. († vor 1514), Sire de Fontaine-l’Évêque et de Sebourg; ⚭ Jacqueline de Lannoy, Tochter von Johann von Lannoy.
                      1. Baudouin IX. (1527 bezeugt), Seigneur de Fontaine-l’Évêque
                        1. Anne († 1535), Dame de Fontaine-l’Évêque, ⚭ Jacques de Croy, Seigneur de Sempy, 1529 Seigneur de Fontaine-l’Évêque († 1587), (Haus Croy)

                      2. Jacqueline, Dame de Fontaine-l’Évêque, de Sebourg et de La Marche; ⚭ Johann Baron von Hamal, Seigneur de Monceaux († 1533), (Haus Hamal)

              3. Anne († vor 1411), ⚭ Wenzel t'Serclaes, 1432 Bürgermeister von Brüssel († nach 1455)

        2. Basilie († vor 1287), ⚭ Wautier, Seigneur de Bassilly et de Wauthier-Braine, de Galmaarden et de Seneffe, (Haus Enghien)

      2. Jean I., Sire de Cuincy († 1300), 1276/95 Sire de Boussu, Seigneur de Cuvilliers – Nachkommen siehe unten

### Die Herren von Cuvilliers
1. Jean I., Sire de Cuincy († 1300), 1276/95 Sire de Boussu, Seigneur de Cuvilliers – Vorfahren siehe oben
  1. Baudouin I. (X 1302 in der Sporenschlacht), Sire de Boussu et de Cuvilliers,
    1. Baudouin II. († 1317), Sire de Boussu
    2. Jean II. († 1348), Sire de Boussu etc.; ⚭ Jeanne d’Enghien, Dame de Landelies, Tochter von Wauthier II., Sire d’Enghien, (Haus Enghien)

  2. Wauthier I. († 1319), Seigneur de Quincy et de Cuvilliers, Bailli von Hennegau und Cambrésis
    1. Baudart I., Seigneur de Cuvilliers
      1. Baudart II. († vor 1378), Seigneur de Cuvilliers,
        1. Baudart III. de Hénin († vor 1433), Seigneur de Cuvilliers, Bailli von Cambrésis
          1. Baudouin II., Seigneur de Cuvilliers
            1. Jean IV., Seigneur de Cuvilliers
              1. Antoine, Seigneur de Cuvilliers
                1. Jean V. († 1594), Seigneur de Cuvilliers, 1577 Baron de Fosseux
                  1. Philippe François dit Louis de Hénin-Liétard († vor 1622)
                    1. Jean VI. († 1664), Baron de Fosseux, Seigneur de Cuvilliers; ⚭ I Anne de Hamal, Tochter von Henri, Baron de Vierves, (Haus Hamal); ⚭ II Jossine de Dion – Nachkommen siehe unten

      2. Jean IV. – Nachkommen: die Marquis de Blaincourt et de Saint-Phalle († 1787)

    2. Jean III. († 1379), 1348 Sire de Boussu, de Blaugies, de Cuincy, de Cuvilliers et de Landelies – Nachkommen siehe unten

### Die Comtes d’Alsace
1. Jean VI. († 1664), Baron de Fosseux, Seigneur de Cuvilliers; ⚭ I Anne de Hamal, Tochter von Henri, Baron de Vierves (Haus Hamal); ⚭ II Jossine de Dion – Vorfahren siehe oben
  1. (II) Maximilien de Hénin d’Alsace, Baron de Fosseux
    1. Théodore François de Hénin-Liétard († 1723), Marquis d’Alsace, Baron de Fosseux
      1. François († 1776), Marquis d’Alsace, Baron de Fosseux
        1. Jean François Joseph († 1797), Marquis d’Alsace, Baron de Fosseux, Comt de Bourlémont
          1. Pierre Simon († 1825), Comte d’Alsace de Hénin-Liétard, 1815 Pair von Frankreich
            1. Charles Louis Albert († 1860), Comte d’Alsace, Prince de Hénin
              1. Simon Gérard Louis († 1891)
                1. Thierry Armand Baudouin Laurent († 1934), Comte d’Alsace, Prince de Hénin
                2. Philippe Charles Gérard († 1914), Comte d’Alsace
                  1. Hedwige († 1960)
                  2. Marguerite († 1963)
                  3. Nicole († 1958); ⚭ Jacques de Rohan-Chabot, Comte de Jarnac († 1958)

### Die Comtes de Boussu
1. Jean III. († 1379), 1348 Sire de Boussu, de Blaugies, de Cuincy, de Cuvilliers et de Landelies – Vorfahren siehe oben
  1. Wauthier II. († 1422), Sire de Boussu
    1. Jean IV. († 1452), Seigneur de Boussu
      1. Pierre I. († 1490), Seigneur de Boussu, Ritter des Ordens vom Goldenen Vlies
        1. Jacques (X 1477), Seigneur de Chauvency
        2. Gérard († 1491), Seigneur de Boussu
        3. Philippe (X 1511), 1491 Seigneur de Boussu
          1. Jean V. († 1562), 1555 niederländischer Comte de Boussu, 1531 Ritter des Ordens vom Goldenen Vlies; ⚭ Anna von Burgund († 1551), Tochter von Adolf von Burgund, Herr zu Beveren, (Haus Burgund), Witwe von Jakob III., Graf von Horn, (Haus Horn)
            1. Charles († 1560)
            2. Maximilien I., 1562 2. Comte de Boussu, 1567 Statthalter von Holland, Westfriesland und Utrecht, 1570 Admiral, 1557 spanischer Gouverneur von Geldern und Zutphen, Staatsrat und niederländischer kommandierenden General, 1578 Gouverneur von Brüssel
              1. Pierre II. († 1598), 1578 3. Comte de Boussu, Baron de Fagnolles; ⚭ Marguerite de Croy († 1614), Tochter von Philippe III. de Croÿ, 3. Herzog von Aarschot, 4. Fürst von Chimay

            3. Antoine († nach 1581), Apostolischer Protonotar
            4. Jacques († 1618), 1. Marquis de Veere, Herr von Vlissingen etc.
              1. Maximilien II. († 1625), 4. Comte de Boussu, 1618 2. Marquis de Veere, Vizegraf von Brüssel, 1625 Ritter des Ordens vom Goldenen Vlies
                1. Albert Maximilien (X 1640), 1625 5. Comte de Boussu, 3. Marquis de Veere; ⚭ Honorine de Glymes († 1679), Tochter von Gottfried, 1. Comte de Grimberghe, (Haus Glymes)
                2. Eugène († 1656), 1640 6. Comte de Boussu, 3. Marquis de Veere, 1646 Ritter des Ordens vom Goldenen Vlies; ⚭ Isabelle de Croy-Chimay d’Arenberg († 1658), Tochter von Alexandre, 6. Fürst von Chimay, (Haus Arenberg) – Nachkommen siehe unten

    2. Anne († 1478); ⚭ I Jakob von Borsselen (X 1426), (Haus Borsselen); ⚭ II Gisbert von Vianen; ⚭ III Wilhelm von Egmond († 1451)

### Die Fürsten von Chimay
1. Eugène († 1656), 1640 6. Comte de Boussu, 3. Marquis de Veere, 1646 Ritter des Ordens vom Goldenen Vlies; ⚭ Isabelle de Croy-Chimay d’Arenberg († 1658), Tochter von Alexandre, 6. Fürst von Chimay, (Haus Arenberg) – Vorfahren siehe oben
  1. Philippe Louis († 1688), 7. Comte de Boussu, 4. Marquis de Veere et de Vlissingen, 1686 10. Fürst von Chimay, 1687 Ritter des Ordens vom Goldenen Vlies
    1. Marguerite († 1693); ⚭ Domenico d’Acquaviva d’Aragona, Conte di Conversano, (Haus Acquaviva)
    2. Charles Louis Antoine († 1740), 1688 8.Comte de Boussu, 11. Prince de Chimay, 1694 Ritter des Ordens vom Goldenen Vlies; ⚭ I Diane Gabrielle Victoire Mancini-Mazzarini († 1716), Tochter von Philippe Jules François, 2. Duc de Nivernais, Pair von Frankreich; ⚭ II Charlotte de Rouvroy († 1763), Tochter von Jacques Louis, 3. Herzog von Saint-Simon
    3. Thomas Philipp Volrad († 1759), 1713 Bischof von Ypern, 1714 Elekt und 1716 Erzbischof von Mecheln, Kardinal
    4. Alexandre Gabriel Joseph († 1745), 1735 Reichsfürst von Chimay, 1737 12. Prince de Chimay, 1740 9. Comte de Boussu; ⚭ Gabrielle Françoise Prinzessin von Beauvau Craon († 1758), Tochter von Marc de Beauvau, 1722 Fürst von Beauvau Craon, (Haus Beauvau)
      1. Marie Anne Gabrielle Josèphe Françoise Xavière († 1800); ⚭ Victor Maurice de Riquet, Comte de Caraman († 1807)
      2. Thomas Alexandre Marc Henri (X 1759), 1745 bzw. 1748 13. Prince de Chimay, 10. Comte de Boussu; ⚭ Madeleine Louise Charlotte le Pelletier de Saint-Fargeau († 1794 – hingerichtet), Tochter von Anne Louis Michel
        1. Thomas Alexandre Marc Maurice († 1761), 14. Prince de Chimay, Reichsfürst

      3. Philippe Gabriel Maurice Joseph († 1804), 1761 15. Prince de Chimay, Reichsfürst, 12. Comte de Boussu, 9. Marquis de Veere et de Vlissingen, 1792 Ritter des Ordens vom Goldenen Vlies; ⚭ Laure Auguste de Fitz-James († 1814), Tochter von Charles, 4. Duc de Fitz-James, Pair von Frankreich, Marschall von Frankreich
      4. Charles Alexandre Marc genannt „Le Prince de Hénin“ († 1794 – hingerichtet), französischer Feldmarschall; ⚭ Etiennette de Montconseil († 1794 – hingerichtet)

    5. Jean François Joseph († 1754), Comte de Boussu